# 다묵장어
다묵장어(학명: Lethenteron reissneri 레트헨테론 레이스네리[*])는 칠성장어과에 속한 민물고기의 일종이다. 다묵장어라는 이름은 많은 눈을 지닌 장어라는 뜻을 가진 다목장어(多目長魚)에서 음운이 변한 것이다. 일반적으로는 어류로 간주되나, 현대 분류학 기준으로는 대부분의 어류가 속한 조기어강·연골어강·육기어강에 속하지 않으며 무악상강 칠성장어강이라는 강에 속하는 원시적인 형태의 어류이다. 생김새가 흡사한 칠성장어와는 같은 속에 속하나, 다른 수생 생명체의 체액을 빨아먹지 않으며 강 속에 부유하고 있거나 돌에 붙어 있는 유기물을 섭취한다.
무악상강에 속하는 다른 어종들과 마찬가지로 입은 둥근 모양에 턱이 없으며 아가미구멍이 옆면에 7개 뚫려 있다. 몸은 둥글고 길쭉하게 생겼고 그 몸길이는 대개 15~20cm 정도이며, 지느러미는 등지느러미 2개와 뒷지느러미, 꼬리지느러미만 존재한다. 유생일 때만 먹이를 먹고 가을부터 겨울까지 변태하여 성어가 되면 산란기가 올 때까지 아무것도 먹지 않으며, 봄에 산란을 끝마친 후 죽는다. 동아시아 원산으로 중국 북부와 카자흐스탄·몽골·만주·한국·일본·러시아 극동 지역의 호수·강·저수지 등에서 발견된다. 현재 한국에서는 제주도를 제외한 전국적인 분포를 보이나, 수가 적은 편이며 2012년 5월 31일자로 멸종위기 야생생물 Ⅱ급으로 지정된 보호종이다. 시베리아칠성장어(학명: Lethenteron kessleri)와 매우 유사하여 동일종일 가능성도 제기되고 있다.

## 분류
다묵장어는 먹장어강 어류와 함께 척삭동물문 가운데서도 원시적인 형태를 띠고 있는 칠성장어강에 속하며, 폴란드의 어류학자인 베네딕트 디보프스키(폴란드어: Benedykt Dybowski)가 처음으로 학명을 부여했다. 첫 기록 당시의 학명은 페트로미존 레이스네리(학명: Petromyzon reissneri)였으나, 훗날 다묵장어속(학명: Lethenteron)으로 재분류되어 오늘날의 학명은 레텐테론 레이스네리(학명: Letheneron reissneri)가 되었다.

## 생김새

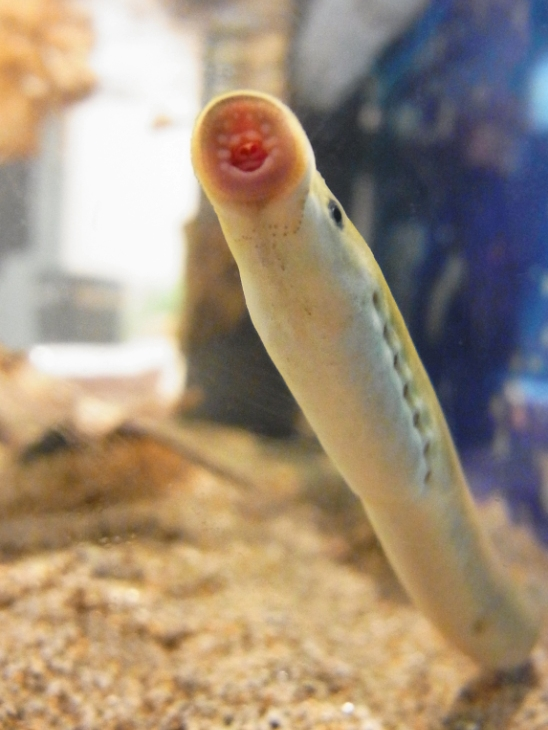
다묵장어의 입

다묵장어는 칠성장어와 외형적으로 매우 유사한 원통형 모습을 하고 있지만, 칠성장어의 몸길이가 40-50cm에 달하는 데 비해 다묵장어는 칠성장어의 덩치의 절반밖에 되지 않는다. 평균적으로 다묵장어의 몸길이는 성어 기준으로 12-26cm, 유생은 5-11cm 정도이며 20cm를 넘어가는 경우는 매우 드물다. 몸무게는 1-10g 정도이다. 호흡 기관으로는 가닥이 잡혀 있는 복잡한 아가미 구조를 가지지 아니하고 원시적인 아가미구멍을 통하여 산소를 획득한다. 새공(鰓孔), 즉 아가미구멍은 몸 옆을 따라 직선상으로 총 7개가 있으며, 이는 칠성장어와 동일한 수다. 각 신체가 전체에서 차지하는 비율은 평균적으로 머리 10.3%·새공 9.7%·몸통 51.8%·꼬리 28.3%이며, 이 가운데 꼬리 길이는 변화의 폭이 넓다. 7번째 아가미구멍부터 총배설강 앞까지의 근육마디는 55-60개 사이에 걸쳐 분포하고 있다.
짝지느러미가 없고 입에 양턱이 없는 특징은 무악류의 특징으로, 중앙이 들어간 고리 모양을 하고 있는 입은 얼굴 대부분을 차지할 정도로 비중이 크다. 칠성장어 종류에 속하는 어류들로부터 관찰할 수 있는 이러한 턱 없는 입은 상구치판, 하구치판이라 하는 독특한 형태의 입을 가진다. 양 치판에는 뾰족한 부분, 즉 첨두(尖頭)가 관찰되며, 특히 하구치판에는 첨두가 8개씩 나 있다. 안쪽으로는 입술니가 관찰되는데, 다묵장어의 경우 옆입술니는 좌우 3개, 윗입술니는 17-23개, 아랫입술니는 19-23개가 관찰된다. 단, 윗입술니는 개체에 따라 각기 발달된 정도의 편차가 심하다. 한편, 유생일 때는 입이 고리 모습이 아니며 윗입술과 아랫입술을 갖추고 있으나, 변태를 거치면서 입 구조가 변화한다. 눈은 둥그렇고 아가미구멍의 앞쪽 끝에 있으며, 유생은 눈이 피부 속에 파묻혀 있어 미약한 빛의 세기만을 분별할 수 있을 정도이다. 또한, 원시적인 형태의 콧구멍이 정수리 부분에 1개 있으며, 입과는 연결되어 있지 않다.
몸은 비늘이 없고 표면이 매끈하며, 색깔은 전체적으로 옅은 황갈색 내지 갈녹색, 배 부분은 흰색이다. 움직일 때는 다른 원통형 어류들과 유사하게 물결치듯이 나아간다. 지느러미는 가슴지느러미 및 배지느러미는 관찰되지 않으며 두 등지느러미는 부드럽게 연결되어 있다. 꼬리지느러미는 뭉툭한 삽 모양을 하고 있다. 꼬리지느러미에는 거뭇거뭇한 반점이 나 있는데 이것은 산란기가 되면 색이 노랗게 변한다. 성적 이형성을 보이는 동물으로 뒷지느러미는 오로지 암컷에게만 발견된다. 또한, 수컷은 번식기에 생식기관에 돌기가 돋아나며 암컷은 생식공이 부풀어올라 보다 뚜렷한 형태적 차이를 보인다.

## 습성과 생태

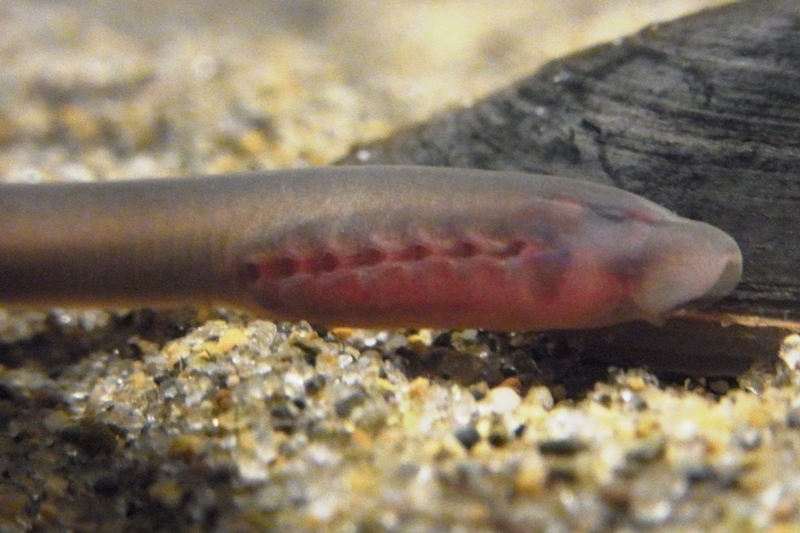
다묵장어 유생

다묵장어는 일생 동안 바다로 가지 않고 내륙 민물에서 한살이를 마치는 육봉형(陸封型) 어류로서, 오로지 산란의 목적으로만 하천을 오간다. 수심이 깊지 않고 흐름이 잔잔한 여울, 개울이나 맑은 물에 낙엽이 층층이 쌓인 펄과 모래가 충분한 하천 중상류에서 서식한다. 친척뻘인 칠성장어가 숙주 물고기의 피부에 들러붙어 체액을 빨아먹는 기생성 어류인 것과 달리, 다묵장어는 다른 물고기들을 흡혈하려는 목적으로 공격하지 않는 비기생성 어류이다.
또한 다묵장어는 다른 칠성장어과에 속한 어종들처럼, 유생기에서 성어기로 넘어가기 위하여 곤충처럼 탈바꿈을 하는 독특한 한살이를 가진 물고기이다. 다묵장어는 약 4년간의 생애를 대부분 유생으로 보내며, 변태 후 성어로 지내는 시간은 채 열 달도 되지 않는다. 다묵장어 유생은 알에서 부화한 이후 달뿌리풀·갯버들·부들류 등 수서 식물들이 풍부한 곳의 진흙 및 모래 바닥에서 지낸다. 생후 3년이 되면 유생은 그 해 가을과 겨울에 걸쳐 변태를 거친다. 변태 기간 동안 다묵장어의 폐사율은 매우 높아진다.
성어가 되면 다묵장어는 돌과 자갈 바닥으로 이루어진 상류로 올라와서 지낸다. 성어는 낮에는 자갈 속이나 돌 틈새 등 그늘진 곳에 숨어 있다가 밤에 활동하러 나오는 야행성 어류로, 생태에 관해서는 많은 것이 연구되어 있지 않다. 유생일 때는 하천에 떠 다니거나 바닥에 붙어 있는 유기물, 플랑크톤, 이끼 등을 걸러 먹지만, 성어가 되면 죽을 때까지 아무것도 먹지 않는다. 이처럼 유생 단계에서만 섭식 활동을 하고 성어가 되면 아무것도 섭취하지 않는 습성은 같은 칠성장어강에 속하는 여타 비기생성 어종들이 가진 공통적인 특징이다. 산란기는 한반도에서는 성어가 된 이듬해 3-4월, 일본에서는 5월 중순에 찾아오며, 유기물이 풍부한 진흙과 모래 바닥에 지름 1cm 가량의 알 무더기를 약 500-2,500개 산란하고 죽는다. 산란하기에 적합한 수온은 약 15℃ 정도이다.

## 분포와 보존
동아시아 전반에 분포하며, 그 범위는 한반도·일본 열도·중국·사할린·몽골·카자흐스탄까지 달한다. 한반도에서는 남·북한을 통틀어 전국적으로 고른 분포를 보이며, 남한의 경우 특히 낙동강 및 섬진강, 만경강 등 남부 수계에서 다수 서식하고 있는 것으로 보고되었다. 한편 한강과 임진강 수계에 서식하는 다묵장어 개체군의 경우, 유생과 성어의 꼬리 색깔과 치열 등 여러 요소에서 기존 다묵장어와 다른 형질이 나타날 뿐만 아니라, 단백질 전기영동 분석으로도 다른 점을 확인할 수 있어 신종 내지 별종일 가능성이 제기된다.
식용이나 가공용으로서의 가치는 매우 적어 남획되지는 않으나, 한반도에서는 환경오염, 제방이나 둑과 같은 하천 공사로 인하여 다묵장어가 살 수 있는 환경이 심각하게 훼손되었으며, 개체 수도 눈에 띄게 줄어들었다. 일례로 1992년 조사에서 가장 많은 개체 수가 확인되었다고 보고된 전라북도 남원시에서는 2013년 재조사 결과 서식이 확인되지 않았다. 다묵장어는 2012년부로 대한민국 환경부에서 멸종위기 야생 동․식물 Ⅱ급으로 지정하여 보호하고 있으며, 허가 없이 포획 및 채취하는 행위가 적발될 시 처벌될 수 있다.